# Jorge Rodríguez (cyclisme)
Pour les articles homonymes, voir Jorge Rodríguez et Rodríguez.
Jorge Pablo Rodríguez Izaguirre, né le 19 décembre 1993, est un coureur cycliste uruguayen.

## Biographie
En 2016, Jorge Rodríguez s'impose sur la dixième étape du Tour d'Uruguay, devant ses compagnons d'échappée,. Deux ans plus tard, il remporte l'ultime étape de la Rutas de América.

## Palmarès
- 2016
  - 9e étape du Tour d'Uruguay
- 2018
  - 9e étape de la Rutas de América

## Classements mondiaux
| Année            | 2016 |
| ---------------- | ---- |
| UCI America Tour | 399e |